# Quique Setién
Enrique Setién Solar (* 27. září 1958) je bývalý španělský fotbalista, později trenér. Během aktivní kariéry hrál na pozici záložníka. Od ledna 2020 do srpna 2020 působil jako trenér v klubu FC Barcelona.

## Trenérská kariéra
Trenérskou kariéru započal v Racingu Santander, kde dříve působil jako hráč. V ročníku 2001/02 dovedl tým do první ligy. Posléze působil v dalším klubu, ve kterém nastupoval jako hráč, a to v Logroñés. Nezabránil však sestupu do třetí ligy. Poté šest let pracoval pro galicijský klub Lugo, se kterým roku 2012 vybojoval postup do Segunda División. Následovaly dva roky trénování v prvoligovém Las Palmas.
V roce 2017 převzal Betis Sevilla a v první sezóně získal šesté místo v La Lize zaručující účast v Evropské lize. Ve druhé sezóně dovedl tým do semifinále domácího poháru Copa del Rey.
Setién se stal trenérem týmu FC Barcelona 13. ledna 2020, s klubem podepsal smlouvu do června 2022. Premiéra v La Lize proti Granadě skončila vítězně, o tři body se ve druhém poločase postaral Lionel Messi. Katalánské mužstvo drželo na Camp Nou míč více než 80 % hracího času. Druhý ligový zápas na půdě Valencii skončil prohrou 0:2. Krátce po drtivé porážce 2:8 od Bayernu Mnichov v Lize mistrů ze 14. srpna 2020 byl z trenérské pozice odvolán.